# سيادة بحرية

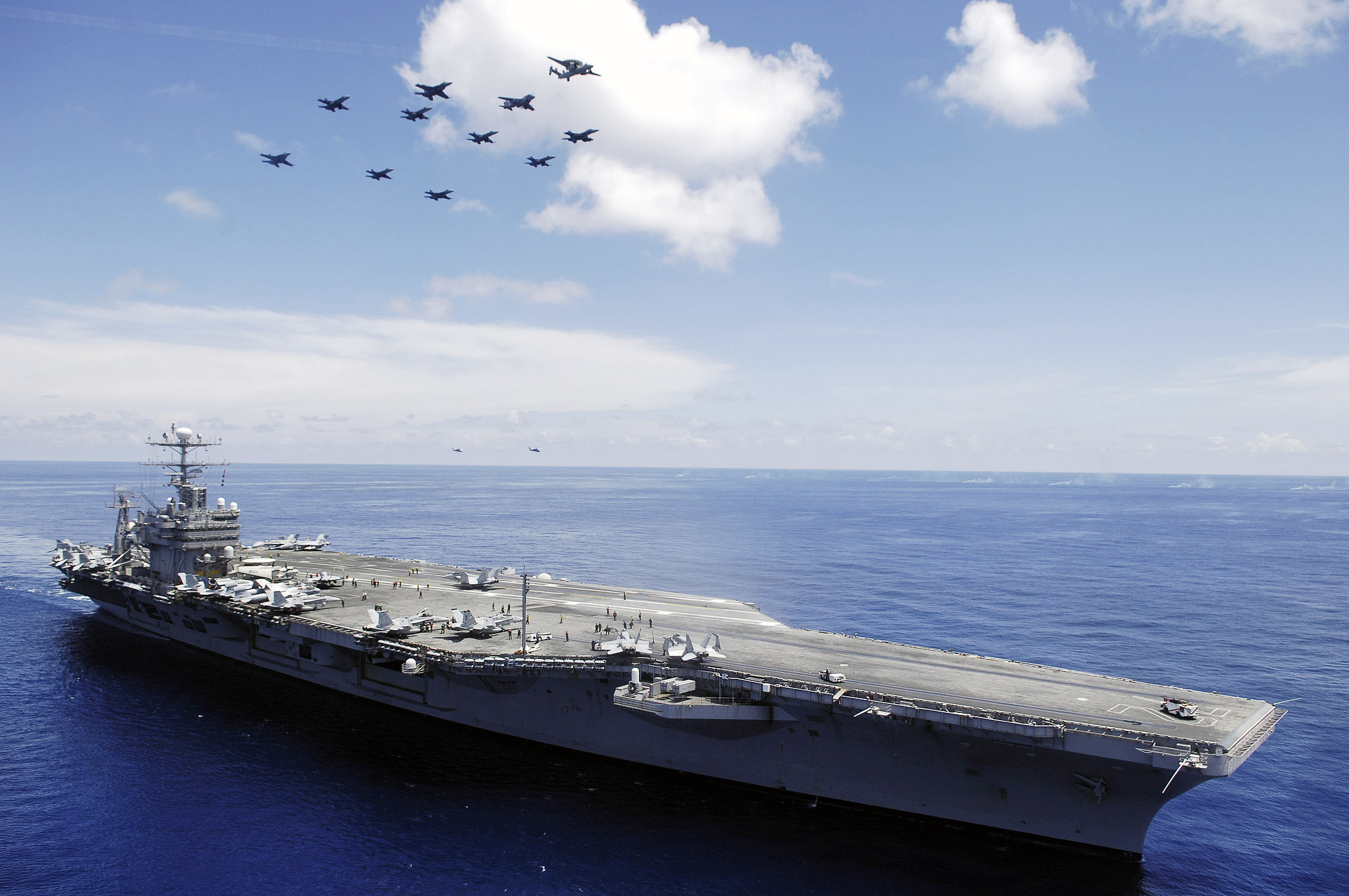
يو إس إس أبراهام لنكولن، حاملة طائرات تابعة لسلاح البحرية الأمريكية، وهي وسيلة لفرض القوة البحرية العالمية.

سيادة بحرية (وتسمى أيضًا السيطرة على البحر أو التحكم البحري) هي مفهوم عسكري بحري يتعلق بقوة بحرية معينة في منطقة بحرية معينة تسيطر عليها. تُسيطر البحرية على البحار عندما تكون قوية لدرجة أن منافسيها لا يستطيعون مهاجمتها مباشرة. قد تنطبق هذه الهيمنة على المياه المحيطة بها (أي الساحلية) أو قد تمتد إلى المحيطات الواسعة، مما يعني أن الدولة تمتلك بحرية زرقاء. إنه المكافئ البحري للتفوق الجوي.
يمكن لدولة (أو تحالف) من خلال السيادة البحرية أن تضمن قدرة سفنها العسكرية والتجارية على التحرك كما تشاء، بينما يضطر منافسيها إما إلى البقاء في الميناء أو محاولة الهرب منها. كما أنه يتيح الاستخدام المجاني للعمليات البرمائية التي يمكنها توسيع الخيارات الاستراتيجية الأرضية. من أشهرها أن البحرية الملكية البريطانية تولت قيادة البحر لفترات طويلة من القرن الثامن عشر إلى أوائل القرن العشرين، مما سمح لبريطانيا وحلفائها بالتداول ونقل القوات والإمدادات بسهولة في زمن الحرب بينما لم يستطع أعداؤها (أهميتها تنعكس في الأغنية الوطنية البريطانية الشهيرة، «القاعدة، بريتانيا!»، التي تحتوي على النصح، «القاعدة بريتانيا! بريتانيا تحكم الأمواج»، حتى لو لم يكن هذا موضوع القصيدة الأصلي). على سبيل المثال، تمكنت بريطانيا من حصار فرنسا خلال حروب نابليون والولايات المتحدة خلال حرب 1812 وألمانيا خلال الحرب العالمية الأولى. في فترة ما بعد الحرب العالمية الثانية، كانت للولايات المتحدة السيادة البحرية.
يمكن أن تعمل القليل من الأساطيل كبحرية في المياه الزرقاء، لكن «العديد من الدول تقوم بتحويل أساطيل المياه الخضراء إلى أساطيل المياه الزرقاء وهذا سيزيد من الاستخدام العسكري للمناطق الاقتصادية الخالصة الأجنبية [المنطقة الساحلية إلى 200 ميل بحري (370 كم)] مع إمكانية حدوث تداعيات على نظام المنطقة الاقتصادية الخالصة».